# فالي ساليمبين (بافيا)
فالي ساليمبين (بالإيطالية: Valle Salimbene)‏ هي بلدة تقع في مقاطعة بافيا بإقليم لومبارديا في شمال إيطاليا. تبلغ مساحة هذه المدينة 7.1 (كم²)، وترتفع عن سطح البحر م، بلغ عدد سكانها 1368 نسمة في عام 2004 حسب إحصاء المعهد الوطني للإحصاء.

## السكان
في سنة 1861 بلغ عدد السكان 654 نسمة، وتطور العدد ليصل في سنة 2011 لـ 1٬537 نسمة.
يظهر هذا المخطط البياني تطور النمو السكاني لـ فالي ساليمبين (بافيا)